# Weberviertel

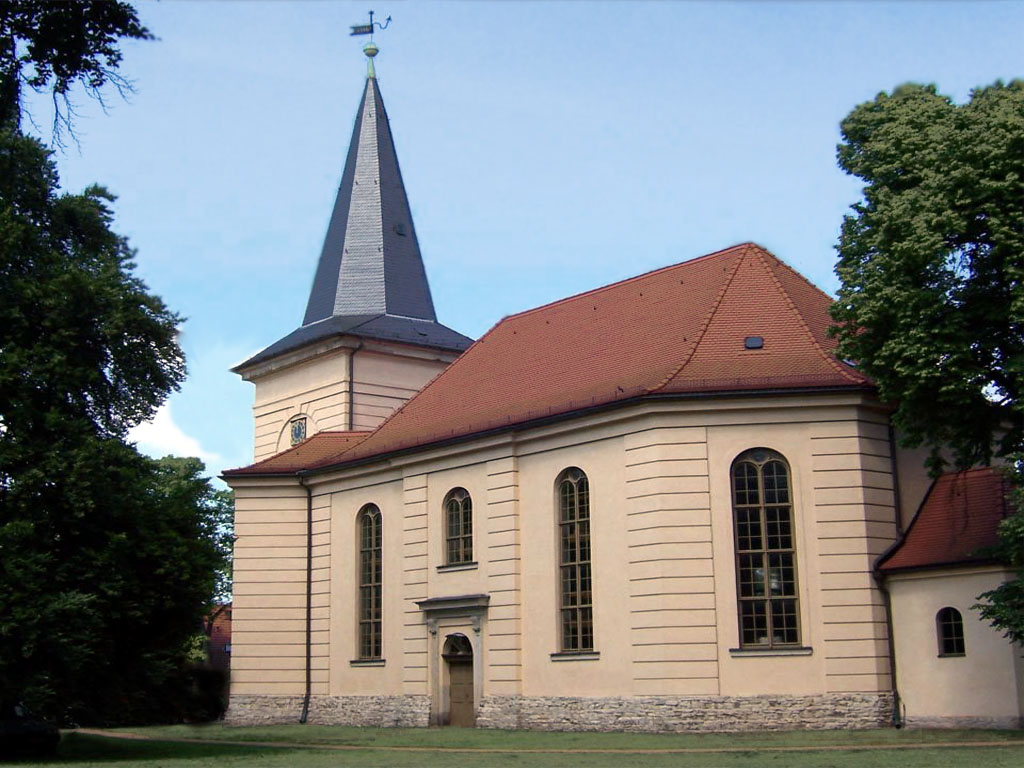
Friedrichskirche auf dem Weberplatz

Das Weberviertel ursprünglich um den Weberplatz in Potsdam-Babelsberg, Brandenburg, entstanden, ist ein Zeugnis der Geschichte der böhmischen Protestanten.

## Geschichte und Architektur
1750 gab Friedrich II. den Befehl zur Errichtung des Weberviertels. Die Durchführung stand unter dem Kommando von Oberst Wolf Friedrich von Retzow. Damit wollte Friedrich II. neue Siedler in das durch Kriege und Pest gebeutelte Land holen. Er gewährte den böhmischen Protestanten Steuer- und Religionsfreiheit, und jedem wurde ein kleines Weberhaus mit einem kleinen Stück Land im Standardmaß von 75 Metern Länge und 27,5 Metern Breite geschenkt.
Das Weberviertel entstand 1751 nördlich von Neuendorf zwischen zwei königlichen Landstraßen, dem Königsweg nach Berlin und der Allee nach Glienicke die in einem 45°-Winkel zusammenlaufen. Die böhmischen Weber nannten es 1752 Nowawes (böhmische Übersetzung von Neuendorf). Die ersten zahlreichen kleinen Weberhäuser entstanden in der Form eines Straßendorfes beiderseits der heutigen Rudolf-Breitscheid-Straße und Benzstraße.
Die Weberhäuser sind meist fünfachsig und wurden von zwei Familien bewohnt. In der Mitte befand sich die Hauseingangstür. Links und rechts davon gab es je zwei Fenster. Der straßenseitige Raum wurde meist als Wohn- und Arbeitszimmer benutzt. Darin stand oft ein großer Webstuhl. Im rückwärtigen Zimmer befand sich das Schlafzimmer der Eltern. Kinder und Knechte schliefen unter dem Dach. Im Flur unter der Treppe befand sich die Küche. Sie wurde von beiden Familien genutzt und, da sie kein Fenster hatte, wurde sie auch „schwarze Küche“ genannt. In Ausnahmefällen lag die Küche zur Hofseite und hatte somit Tageslicht, diese Küchen nannte man deshalb „weiße Küchen“.

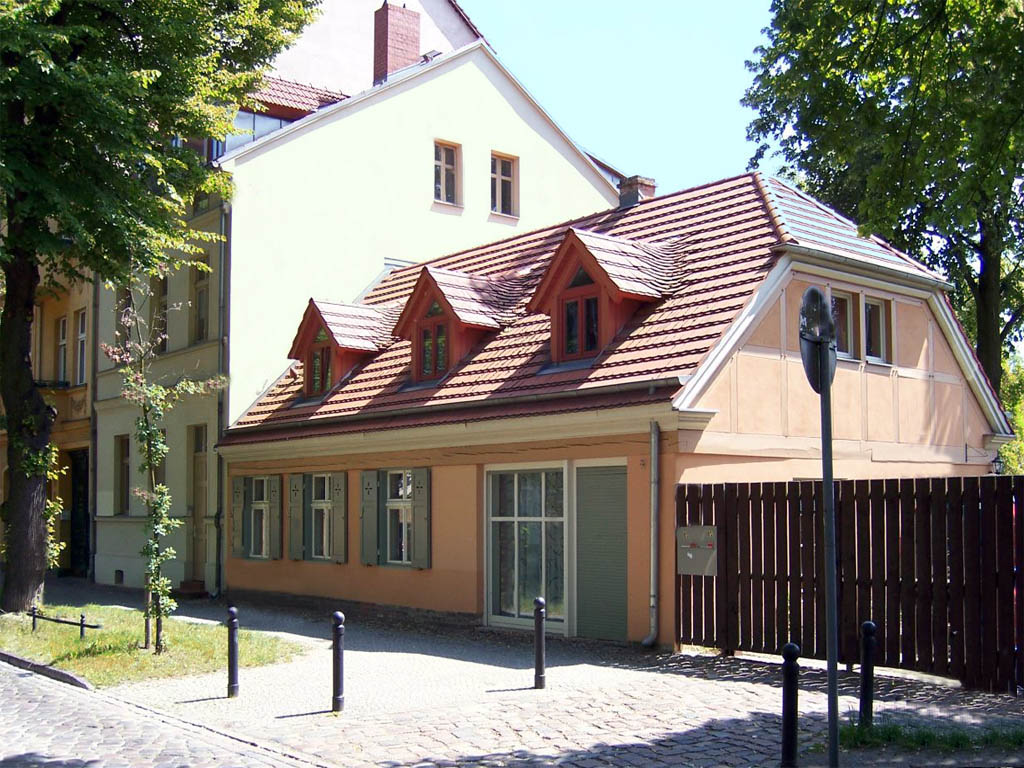
Weberhaus

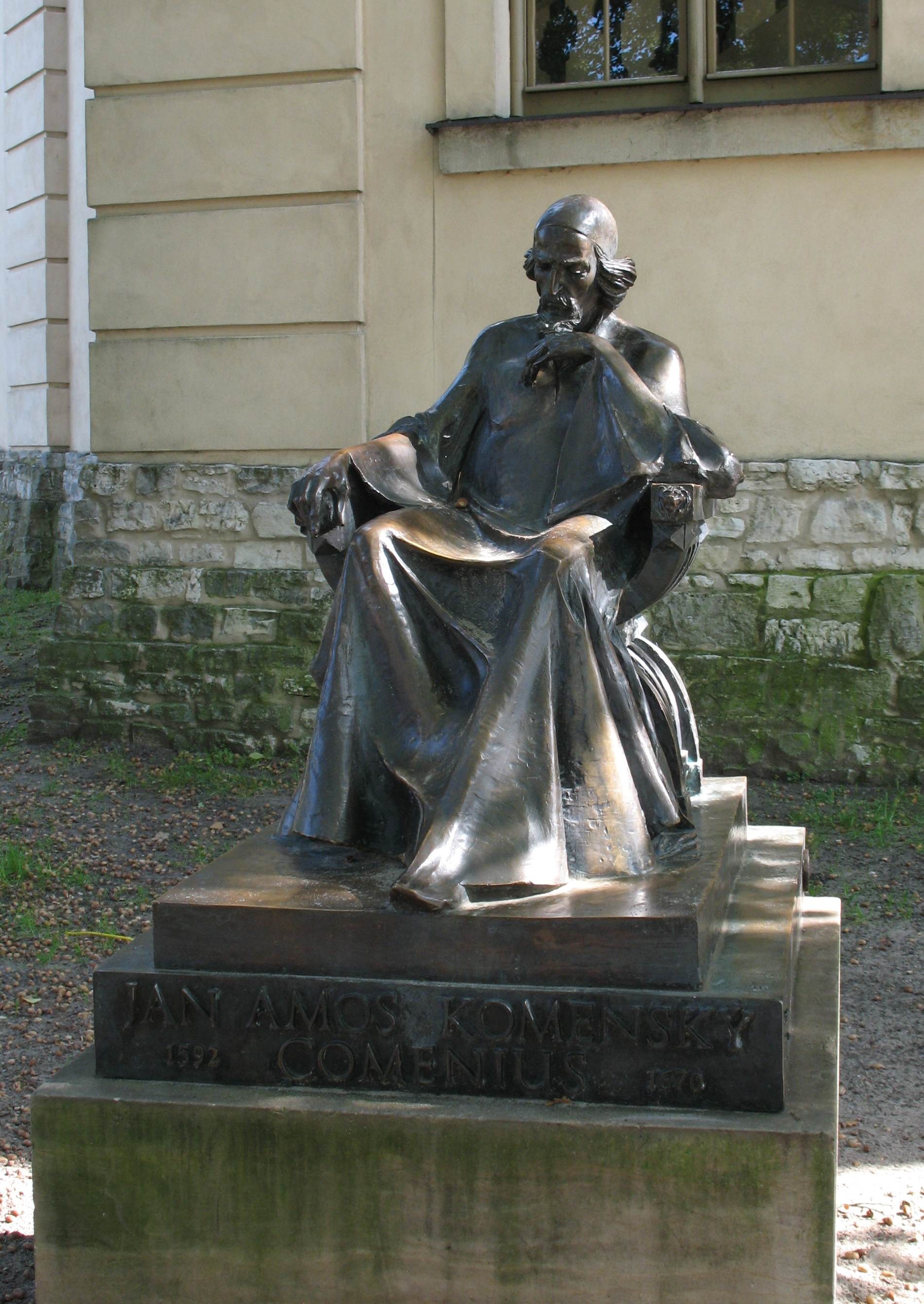
Comenius-Denkmal an der Friedrichskirche

Im angrenzenden Hof musste ein Nussbaum gepflanzt werden. Die Nüsse konnten die Hausbewohner zum eigenen Verzehr nutzen, das Holz mussten sie jedoch an die Gewehrfabrik Ochsenkopf in Potsdam abliefern.
Anfang 1770 gab Friedrich II. den Befehl, Maulbeerbäume für die Seidenraupenzucht anzupflanzen. Es entstanden verschiedene Plantagen rund um das Weberviertel. In der Blütezeit gab es dort über 3000 solcher Bäume, es dauerte jedoch nur wenige Jahre, dann war der Bestand auf rund 300 Bäume geschrumpft. Heute kann man noch einen Maulbeerbaum an der Ecke Weberplatz finden.
104 Weberhäuser nebst Gärten blieben erhalten, darunter die „Nowaweser Weberstube“, in der ein mechanischer Webstuhl und Dokumente zum Leben und Arbeiten der Weber wie auch Informationen zur Entwicklung des Stadtteiles Babelsberg bis 1930 ausgestellt sind.

## Weberplatz
Auf dem dreieckigen Weberplatz steht die von Jan Bouman 1752/1753 für die Weber erbaute Friedrichskirche. Es fanden zunächst abwechselnd Gottesdienste auf Böhmisch und Deutsch statt; später wurden die böhmischen Gottesdienste abgeschafft. Die böhmischen Brüder, die wegen der Gegenreformation ihre böhmische Heimat verlassen mussten, führten ihre Gemeinschaft auf Jan Hus zurück. Ihr letzter Bischof war Johann Amos Comenius (1592–1670).